# Isthmian League
Die Isthmian League ist eine regionale Fußballliga für London, Ost- und Südostengland. Die Liga bildet momentan mit der Southern League und der Northern Premier League die siebte und achte Ligastufe im englischen Ligensystem.

## Geschichte
Die Liga wurde im Jahr 1905 als strikte Amateurliga gegründet. Die Liga stellte die meisten Gewinner des FA-Amateur-Cup und war besser angesehen als ihre englischen Pendants wie die Northern Premier League. Mit der Aufhebung des Amateurstatuts 1974 wurden zum ersten Mal Profis zugelassen. 1981 schafften es zum ersten Mal Teams aus der Isthmian League in die Relegation zur Alliance Premier League, der fünfthöchsten Spielklasse Englands.

## Ligavergrößerung
Anfangs gab es nur eine Liga mit sechs Mannschaften. Im Jahr 1922 zählte sie schon 14 Mitglieder. In den nächsten fünf Jahrzehnten wuchs die Liga. Sie wurde in eine erste und zweite Liga aufgestockt und 1977 kam sogar eine dritte Liga hinzu. 1984 schlossen sich außenstehende Ligen der Isthmian League an und sie wurde in drei Ligen aufgeteilt, wobei die dritte Liga in eine Nord und Süd Liga gesplittet wurde. Seit 2018 gibt es vier Ligen, an denen jeweils 20 bis 22 Vereine teilnehmen: die Premier Division (siebthöchste Spielklasse), die achthöchste Spielklasse ist unterteilt in die North Division, South Central Division und die South East Division.

## Titelträger
Premier Division 1905–2025
- 9 Titel: FC Leytonstone
- 8 Titel: Wycombe Wanderers, FC Enfield
- 6 Titel: London Caledonians, FC Wimbledon, Sutton United
- 4 Titel: FC Bromley, Dulwich Hamlet
- 3 Titel: St Albans City, Walthamstow Avenue, Redbridge Forest, FC Ilford
- 2 Titel: FC Clapton, FC Nunhead, FC Kingstonian, Tooting & Mitcham United, FC Hendon, Yeovil Town, Hampton & Richmond Borough, Billericay Town
- 1 Titel: FC Barking, Slough Town, Harrow Borough, FC Woking, Chesham United, Stevenage Borough, FC Hayes, Dagenham & Redbridge, Farnborough Town, Ebbsfleet United, Aldershot Town, FC Canvey Island, FC Yeading, Braintree Town, Chelmsford City, Dover Athletic, FC Dartford, FC Whitehawk, FC Wealdstone, Maidstone United, Havant & Waterlooville, Dorking Wanderers, FC Worthing, FC Bishop’s Stortford, FC Hornchurch, FC Horsham